# Antípatre de Sidó
Antípatre de Sidó（grec antic: Ἀντίπατρος, llatí: Antipater) va ser un poeta grec autor de diversos epigrames inclosos a l'Antologia grega.
D'un passatge de Ciceró es pot deduir que era contemporani de Quint Lutaci Catul (cònsol 102 aC) i de Cras el qüestor a Macedònia el 106 aC. Melèagre, que va escriure el seu epitafi, hi fa nombroses referències. Va morir força vell.